# (14815) Rutberg
(14815) Rutberg (1981 TH3) – planetoida z pasa głównego asteroid okrążająca Słońce w ciągu 3,25 lat w średniej odległości 2,19 j.a. Odkryta 7 października 1981 roku.